# Odprto prvenstvo Avstralije 1977 (januar)
Odprto prvenstvo Avstralije 1977 je teniški turnir, ki je potekal med 3. januar in 9. januarjem 1977 v Melbournu.

## Moški posamično
Roscoe Tanner :  Guillermo Vilas, 6–3, 6–3, 6–3

## Ženske posamično
Kerry Melville Reid :  Dianne Fromholtz Balestrat, 7–5, 6–2

## Moške dvojice
Arthur Ashe /  Tony Roche :  Charlie Pasarell /  Erik Van Dillen, 6–4, 6–4

## Ženske dvojice
Dianne Fromholtz Balestrat /  Helen Gourlay Cawley :  Kerry Melville Reid /  Betsy Nagelsen, 5–7, 6–1, 7–5